# Broechem
Broechem är en ort i Belgien.   Den ligger i provinsen Antwerpen och regionen Flandern, i den centrala delen av landet, 40 km norr om huvudstaden Bryssel. Broechem ligger 12 meter över havet och antalet invånare är 3 852.
Terrängen runt Broechem är mycket platt. Runt Broechem är det tätbefolkat, med 511 invånare per kvadratkilometer.. Närmaste större samhälle är Antwerpen, 14,4 km väster om Broechem. 
Omgivningarna runt Broechem är en mosaik av jordbruksmark och naturlig växtlighet.